# نوآ جوپ
نوآ جوپ (انگلیسی: Noah Jupe؛ زادهٔ ۲۰۰۵) بازیگر اهل بریتانیا است. او در خانواده فیلمساز کریس جوپ و بازیگر زن کیتی کاوانا متولد شد. او یک خواهر کوچکتر و یک برادر کوچکتر دارد.
از فیلم‌ها یا برنامه‌های تلویزیونی که وی در آن نقش داشته‌است می‌توان به مدیر شب، سابربیکن، مردی با قلب آهنین، آیکون حومه شهر، اعجوبه، یک مکان ساکت، یک مکان ساکت: بخش ۲، فروپاشی، فورد در برابر فراری و فیل شعبده‌باز اشاره کرد.